# Kanton Damazan
Kanton Damazan (francouzsky Canton de Damazan) je francouzský kanton v departementu Lot-et-Garonne v regionu Akvitánie. Tvoří ho 11 obcí.

## Obce kantonu
- Ambrus
- Buzet-sur-Baïse
- Caubeyres
- Damazan
- Fargues-sur-Ourbise
- Monheurt
- Puch-d'Agenais
- Razimet
- Saint-Léger
- Saint-Léon
- Saint-Pierre-de-Buzet